# Nakaoka Shintarō

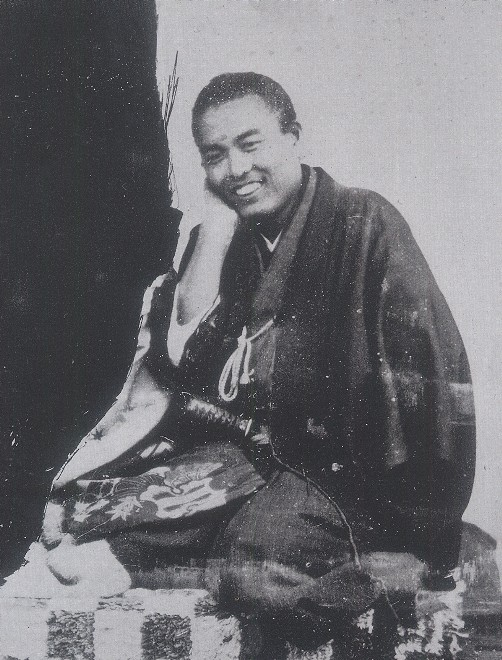
Nakaoka Shintarō le 24 novembre 1866.

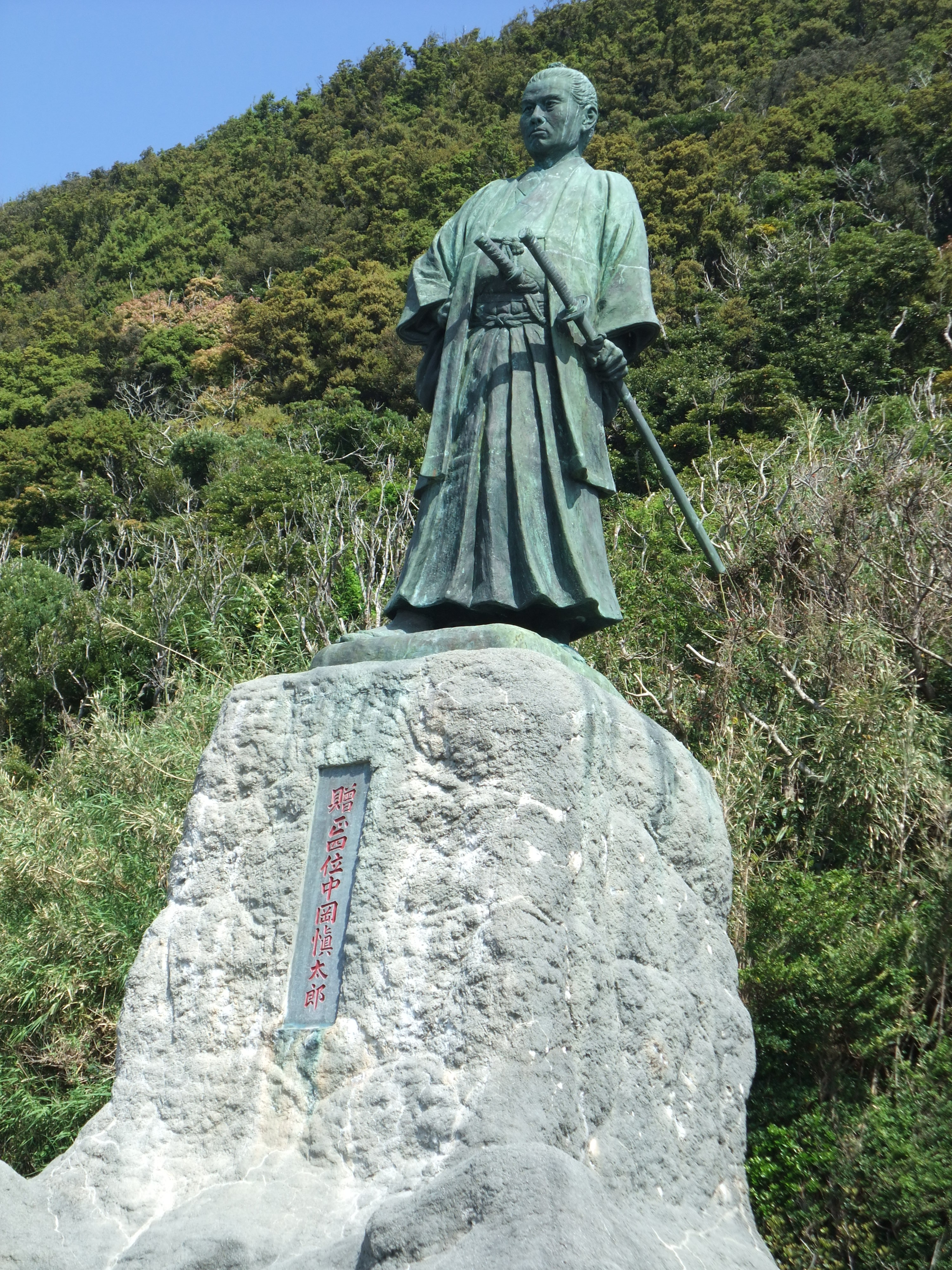
Statue de Nakaoka Shintarō à Muroto.

Nakaoka Shintarō est un nom japonais traditionnel ; le nom de famille (ou le nom d'école), Nakaoka, précède donc le prénom (ou le nom d'artiste).
Nakaoka Shintarō (中岡 慎太郎, né le 6 mai 1838 au domaine de Tosa et décédé des suites de blessures après une agression à l'âge de 29 ans le 12 décembre 1867 à Kyoto) est un samouraï japonais de la période du Bakumatsu (1854-1867) qui fut proche de Sakamoto Ryōma dans le mouvement anti-shogunat.

## Biographie
Natif du domaine de Tosa (actuel village de Kitagawa dans la préfecture de Kōchi), Nakaoka est le fils d'un prévôt. En 1861, il entre à l'académie de Takechi Hanpeita où il étudie le maniement de l'épée. Il est l'un des membres fondateurs de la Tosa Kinno-tō, une organisation paramilitaire ishin shishi créée par Takeichi pour participer au mouvement anti-étranger.
Après le coup d’État du 30 septembre 1863 qui mène à la suppression des factions anti-étrangers, il fuit au domaine de Chōshū où il est accueilli par des nobles partageant ses opinions, comme Sanjō Sanetomi. En 1864, il participe à un complot avorté pour assassiner Shimazu Hisamitsu et combat avec les forces de Chōshū durant la rébellion des portes Hamaguri et le bombardement de Shimonoseki. Plus tard dans l'année, il travaille pour l'entreprise commerciale Kaientai fondée par Sakamoto Ryōma et négocie le soutien de Sanjō Sanetomi à l'établissement de l'alliance Satsuma-Chōshū. En mars 1867, il retourne avec Sakamoto Ryōma dans le domaine de Tosa dont ils sont originaires pour négocier une alliance similaire entre Tosa et Satsuma. En juin, il commence des négociations pour étendre la nouvelle alliance et y inclure Chōshū et le domaine de Hiroshima, mais le projet ne connaît pas de suite lorsque le shogun Tokugawa Yoshinobu transmet officiellement le pouvoir à l'empereur.
Réalisant l'imminence d'une guerre civile, Nakaoka retourne à Tosa et fonde en juillet la milice Rikuentai, basée sur le modèle de la Kiheitai du domaine de Chōshū. Le 10 décembre 1867, il se rend à Kyoto pour discuter avec Sakamoto Ryōma, mais est assassiné avec lui lorsque des assaillants inconnus attaquent leur logement (incident d'Ōmiya). Sakamoto est tué immédiatement et Nakaoka est grièvement blessé et meurt deux jours plus tard, sans avoir pu comprendre qui étaient ces agresseurs mystérieux. Les premiers rapports d'enquête accusaient des membres du Shinsen gumi (une milice shogunale) des meurtres de Ryōma et de Nakaoka. Le chef du Shinsen gumi, Isami Kondō, fut notamment exécuté sur cette base. Mais un autre groupe partisan du shogun, le groupe Kyoto mimawarigumi dirigé par Imai Nobuo revendiqua le meurtre en 1870. Bien que Sasaki Tadasaburō (chef présumé de l'opération) et Imai Nobuo furent accusés, le véritable assassin de Ryōma ne fut jamais jugé en tribunal.
Sa tombe se trouve au Kyōto Ryōzen Gokoku-jinja dans l'arrondissement de Higashiyama-ku à Kyoto. Il est élevé à titre posthume au 4e grade de rang de cour par l'empereur Meiji en 1891. Il existe une grande statue en bronze de Nakaoka Shintarō au phare Murotomisaki situé au cap Muroto dans sa préfecture de Kōchi natale, et une autre (avec Sakamoto Ryōma) au parc Maruyama de Kyoto.

## Source de la traduction
- (en) Cet article est partiellement ou en totalité issu de l’article de Wikipédia en anglais intitulé « Nakaoka Shintarō » (voir la liste des auteurs).